# VK Uralochka-NTMK
VK Uralochka-NTMK (ryska волейбольный клуб Уралочка) är en volleybollklubb (damer) från Jekaterinburg, Ryssland. 
Klubben grundades 1966 och har tidigare använt namnen Uralochka Sverdlovsk (1966–1991) och Uralochka Jekaterinburg (1991–2001). 
Klubben nådde mellan 1978 och 2005 mycket stora framgångar. De vann Sovjetunionens mästerskap i volleyboll för kvinnor 11 gånger (samtliga mästerskap 1978-1982 och 1986-1991) och ryska superligan i volleyboll 14 gånger (samtliga mästerskap 1991-2005). De har också vunnit europacupen (numera kallad CEV Champions League) 8 gånger (1980–81, 1981–82, 1982–83, 1986–87, 1988–89, 1989–90, 1993–94 och 1994–95).